# 100년대
100년대는 100년부터 109년을 가리킨다.